# Dera Ismail Khan
Dera Ismail Khan (urdu: ڈیرہ اسماعیل خان‬, paszto: ډېره اسماعيل خان, saraiki: ډېره اسماعيل خان)– miasto w środkowym Pakistanie, w prowincji Chajber-Pasztuntwa. W 2010 roku miasto liczyło 111 871 mieszkańców, głównie Pasztunów.